# Valeria gens
A Valeria gens (Valerius nemzetség) egy szabin eredetű ókori római nemzetség volt, amelynek őse, Volesus vagy Volosus a hagyomány szerint még Titus Tatiusszal együtt települt Rómába Romolus idején. Publius Valerius Publicola főszerepet játszott a Római Köztársaság létrehozásában, és Kr. e. 509-ben az első két consul egyike lett. A későbbi Valeriusok (eleinte mind patricius, utóbb plebeiusok is voltak köztük) a köztársaság és a császárkor idején is, mintegy ezer éven át megtartották nagy politikai súlyukat, és több császár is (pl. Diocletianus, I. Constantinus) is a Valerius nevet viselte.
A nemzetség tagjai megkülönböztetett tiszteletet élveztek: halottaikat a városfalon belül temethették el, a Circus Maximusban külön, elkerített rész állt a rendelkezésükre a nézőtéren, ahol kis trónt is állítottak nekik, továbbá a Velia domb tövében álló házuk ajtajai egyedüliként nyílhattak kifelé, az utcára.
A Valeriusok számos családja ismert, az alábbi cognomenekkel: Corvus vagy Corvinus, Falto, Flaccus, Laevinus, Maximus, Messalla, Potitus, Publicola, Tappo, Triarius, Volusus. Számos más cognomenű Valerius is ismert, ezek feltehetően előbbiek szabadosaitól származtak.

## A Valerius Corvusok és Corvinusok
- Marcus Valerius Corvus, consul Kr. e. 348-ban, 346-ban, 343-ban, 335-ben és 300-ban és 299-ben, dictator 342-ben és 301-ben
- Marcus Valerius Maximus Corvinus, az előbbi fia, consul Kr. e. 289

## A Valerius Faltók
- Quintus Valerius Falto, az első praetor peregrinus, consul Kr. e. 239-ben
- Publius Velrius Falto, az előbbi fivére, consul Kr. e. 238-ban
- Marcus Valerius Falto, praetor Kr. e. 201-ben

## A Valerius Flaccusok
- Lucius Valerius Flaccus, magister militum Kr. e. 321-ben
- Lucius Valerius Flaccus, consul Kr. e. 261-ben
- Publius Valerius Flaccus, consul Kr. e. 227-ben
- Publius Valerius Flaccus, követ Hispaniában és Karthágóban Kr. e. 218-ban, tiszt Kr. e. 215-ben
- Valerius Flaccus, Kr. e. 212-ben tribunus militumként szolgált Quintus Fulvius Flaccus seregében, és kitűnt bátorságával Hanno beneventumi táborának megtámadásakor
- Caius Valerius Flaccus, Kr. e. 209-től flamen dialis, Kr. e. 199-ben aedilis curulis
- Lucius Valerius Flaccus, az előbbi fivére, consul Kr. e. 195-ben, censor Kr. e. 184-ben
- Lucius Valerius Flaccus, a hispaniai követ Publius Valerius Flaccus fia, Kr. e. 190-ben a placentiai és cremonai telepítésekért felelős triumvirek egyike
- Lucius Valerius Flaccus, consul Kr. e. 152-ben
- Lucius Valerius Flaccus, consul Kr. e. 131-ben
- Lucius Valerius Flaccus, consul Kr. e. 100-ban és 86-ban, censor Kr. e. 97-ben
- Lucius Valerius Flaccus, interrex és magister equitum Kr. e. 81-ben
- Caius Valerius Flaccus, consul Kr. e. 93-ban
- Caius Valerius Flaccus, propraetor és imperator Gallia Cisalpinában Kr. e. 83-ban, talán az előbbivel azonos
- Lucius Valerius Flaccus, Kr. e. 100 consuljának fia, praetor Kr. e. 63-ban
- Caius Valerius Flaccus, Appius Claudius Pulcher barátja, találkozott Ciceróval Kr. e. 51-ben
- Lucius Valerius Flaccus, Kr. e. 63 praetorjának fia. Cicero kisgyermekként szerepeltette apja perében Kr. e. 59-ben, hogy meglágyítsa a bírák szívét. Kr. e. 48-ban a dyrrachiumi csatában halt meg Pompeius híveként
- Lucius Valerius Flaccus, Mars flamenje, Cicero kortársa
- Publius Valerius Flaccus, Carbo vádlója
- Caius Valerius Flaccus, költő

## A Valerius Laevinusok
- Publius Valerius Laevinus, consul Kr. e. 280-ban
- Marcus Valerius Laevinus, feltehetően előbbi unokája, consul Kr. e. 210-ben
- Caius Valerius Laevinus, az előbbi fia, consul Kr. e. 176-ban
- Publius Valerius Laevinus, az előbbi fia, praetor Kr. e. 177-ben Gallia Cisalpinában

## A Valerius Maximusok
- Marcus Valerius Volosus Maximus, dictator Kr. e. 494-ben
- Marcus Valerius Lactuca Maximus, az előbbi fia, consul Kr. e. 456-ban
- Marcus Valerius Lactucinus Maximus, katonai hatalmú tribunus Kr. e. 398-ban és 395-ben
- Marcus Valerius Maximus, consul Kr. e. 312-ben, censor Kr. e. 307-ben
- Marcus Valerius Maximus Corvinus, consul Kr. e. 289-ben
- Marcus Valerius Maximus Potitus, consul Kr. e. 286-ban
- Lucius Valerius Claudius Poplicola Balbinus Maximus, consul Kr. u. 253-ban
- Lucius Valerius Claudius Acilius Priscillianus Maximus, consul Kr. u. 256-ban
- Valerius Maximus, történetíró

## A Valerius Messallák
- Marcus Valerius Maximus Corvinus Messalla, M. Valerius Maximus Corvinus fia, consul Kr. e. 263-ban, censor Kr. e. 262-ben
- Marcus Valerius Messalla, feltehetően előbbi fia, consul Kr. e. 226-ban
- Marcus Valerius Messalla, az előbbi fia, consul Kr. e. 188-ban
- Marcus Valerius Messalla, az előbbi fia, consul Kr. e. 161-ben, censor Kr. e. 154-ben
- Valerius Messalla, Publius Rutilius Lupus consul egyik legatusa Kr. e. 90-ben az itáliai szövetségesháborúban
- Marcus Valerius Messalla Niger, consul Kr. e. 61-ben
- Marcus Valerius Messalla Rufus, az előbbi fia, consul Kr. e. 53-ban
- Marcus Valerius Messalla Corvinus, az előbbi fia, irodalmár, történetíró, consul Kr. e. 31-ben
- Potitus Valerius Messalla, consul Kr. e. 29-ben
- Marcus Valerius Messalla Barbatus, consul Kr. e. 12-ben, Claudius unokatestvére, Domitia Lepida férje, Messalina nevű feleségének apja (vagy nagyapja)
- Lucius Valerius Messalla Volusus, consul Kr. u. 5-ben
- Marcus Valerius Messalla, consul Kr. u. 20-ban
- Marcus Valerius Messalla, Messalla Corvinus dédunokája, consul Kr. u. 58-ban

## A Valerius Potitusok
- Lucius Valerius Potitus, a nagy Publicola fivére vagy unokaöccse, consul Kr. e. 483-ban és Kr. e. 470-ben
- Lucius Valerius Potitus, feltehetően az előbbi fia, consul Kr. e. 449-ben
- Caius Valerius Potitus, consuli hatalmú tribunus 415-ben, consul Kr. e. 410-ben
- Lucius Valerius Potitus, ötszörös consuli hatalmú tribunus (Kr. e. 414, 406, 403, 401, 398), kétszeres consul (Kr. e. 393 és 392);
- Publius Valerius Potitus Publicola, az előbbi fia, hatszoros consuli hatalmú tribunus (Kr. e. 386, 384, 380, 377, 370, 367)
- Caius Valerius Potitus, talán Kr. e. 410 consuljának fia, consuli hatalmú tribunus Kr. e. 370-ben
- Caius Valerius Potitus Flaccus, talán az előbbi fia vagy unokája, consul Kr. e. 331-ben. Talán a Flaccusok őse.
- Lucius Valerius Potitus, talán az előbbi fivére, magister equitum Kr. e. 331-ben;
- Marcus Valerius Maximus Potitus, consul Kr. e. 286-ban.

## A Valerius Publicolák
- Publius Valerius Publicola, consul Kr. e. 509-ben, 508-ban, 507-ben és 504-ben;
- Publius Valerius Publicola, az előbbi fia, consul Kr. e. 475-ben és 460-ban;
- Lucius Valerius Publicola, ötszörös consuli hatalmú tribunus (Kr. e. 394, 389, 387, 383, 380);
- Publius Valerius Potitus Publicola, ld. a Potitusoknál;
- Marcus Valerius Publicola, consul Kr. e. 352-ben és 350-ben;
- Publius Valerius Publicola, consul Kr. e. 352-ben, dictator Kr. e. 344-ben;
- Publius Valerius Publicola, magister equitum Kr. e. 332-ben

## A Valerius Tappók
- Lucius Valerius Tappo, praetor Kr. e. 190-ben Szicíliában. Kr. e. 192-ben a cremonai és piacenza|placentiai colonia alapítását vezető triumvirek egyike volt.
- Caius Valerius Tappo, néptribunus Kr. e. 188-ban; javasolta a polgárjog kiterjesztését Fundi, Formiae és Arpinum lakóira

## A Valerius Triariusok
- Lucius Valerius Triarius, propraetor Kr. e. 77-ben, Lucullus legatusa;
- Publius Valerius Triarius, az előbbi fia. Kr. e. 54-ben előbb harácsolással (repetundae), majd vesztegetéssel (ambitus) vádolta meg Marcus Aemilius Scaurust, akit Cicero mindkétszer felmentett.
- Caius Valerius Triarius, talán az előbbi fivére, Cicero barátja, Pompeius flottájának egyik parancsnoka

## A Valerius Volususok
A mitikus ős Volusus nevét a korai időkben használták a nemzetség tagjai, illetve időszámításunk kezdete körül éleszették fel:
- Marcus Valerius Volusus, Publius Valerius Publicola fivére, consul Kr. e. 495-ben;
- Manius Valerius Volusus Maximus, az előbbi fivére, dictator Kr. e. 494-ben, a Maximusok őse;
- Lucius Valerius Messalla Volusus, consul Kr. u. 5-ben.